# Vyhlídka U jelena
Vyhlídka U jelena je vyhlídka a kopec s nadmořskou výškou 587 m. Nachází se jižně u vesnice Boškov, části města Potštát v okrese Přerov. Geograficky také patří do pohoří Oderské vrchy (součást geomorfologického celku Nízký Jeseník), Olomouckého kraje a na Moravu.

## Historie a popis místa
Vyhlídka U jelena je vytvořena na mohyle z pozůstatku bývalého větrného mlýna (pravděpodobně z poloviny 19. století) a pozůstatků pozdější rozhledny z kamene a dřeva, která zde byla od 20. až do 70. let 20. století a jejímž stavitelem byl hradě Zigmund Desfous-Walderode. Na vrchol vedou dřevěné schody z kmenů. Na vrcholu je instalovaná plastika jelena/daňka vytvořená z ocelového plechu. Do blízkosti vyhlídky lze dojet automobilem. Místo je celoročně přístupné a nabízí výhledy převážně do krajiny Nízkého Jeseníku.

## Galerie

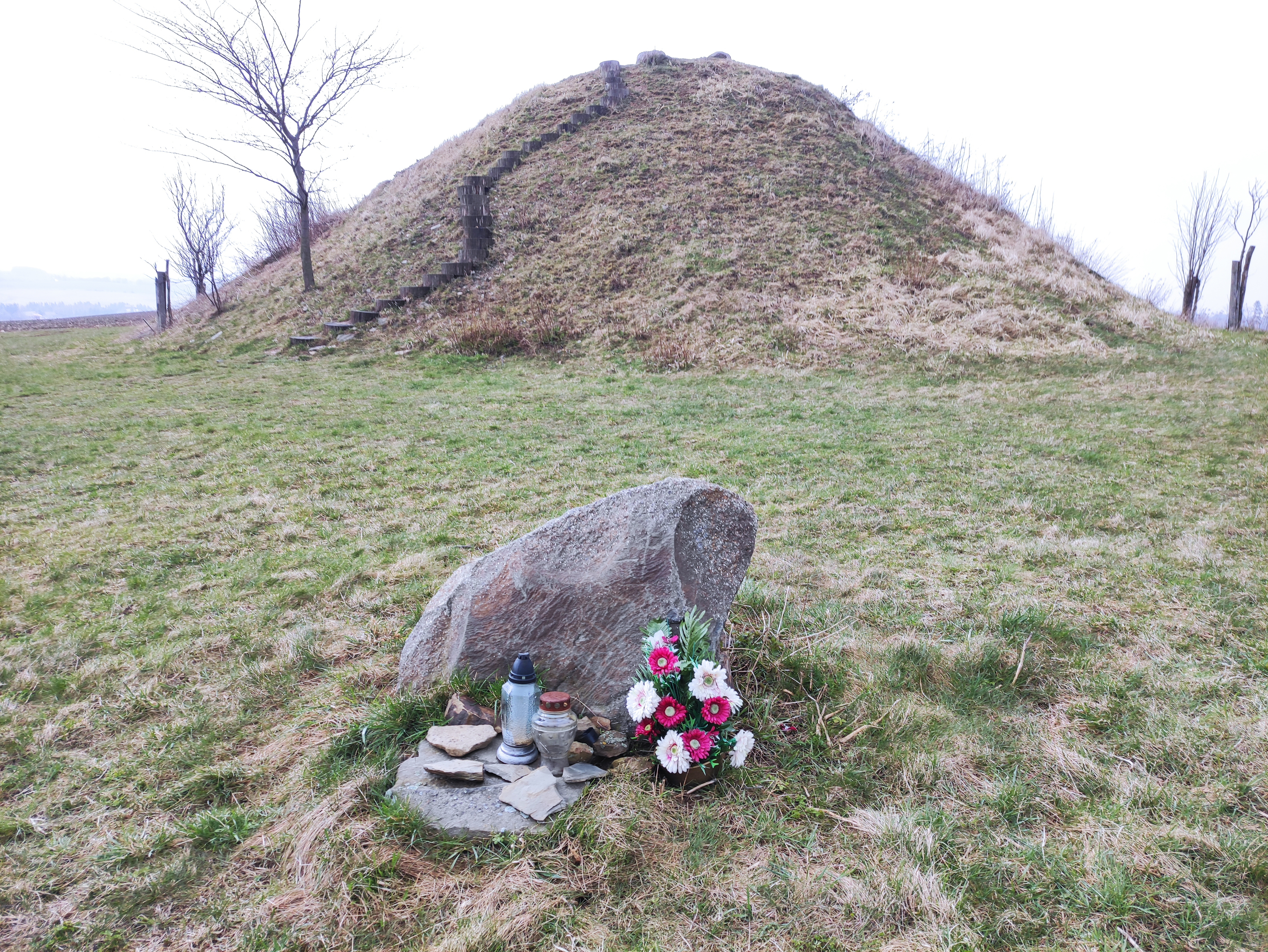
Pomník před mohylou
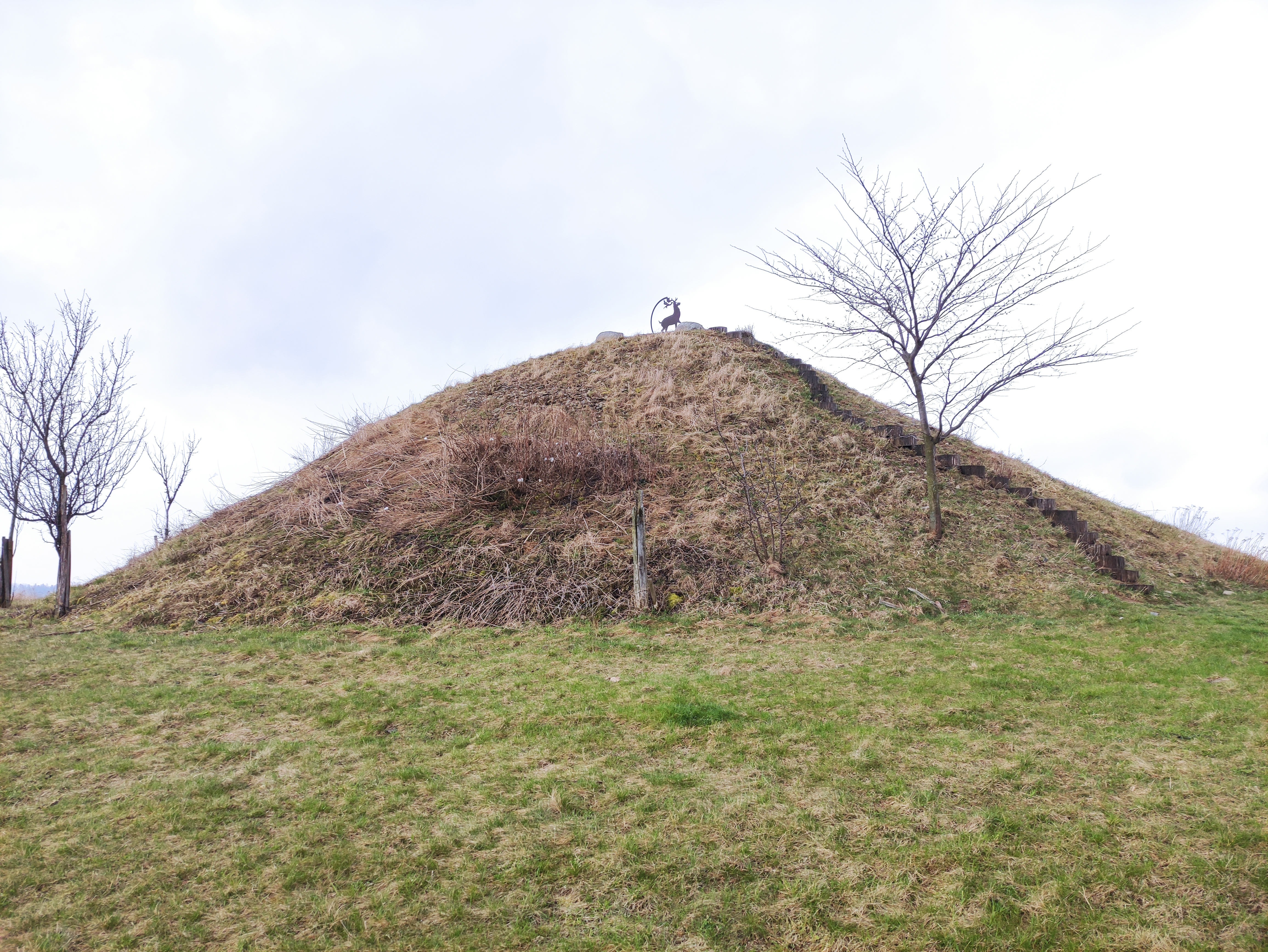
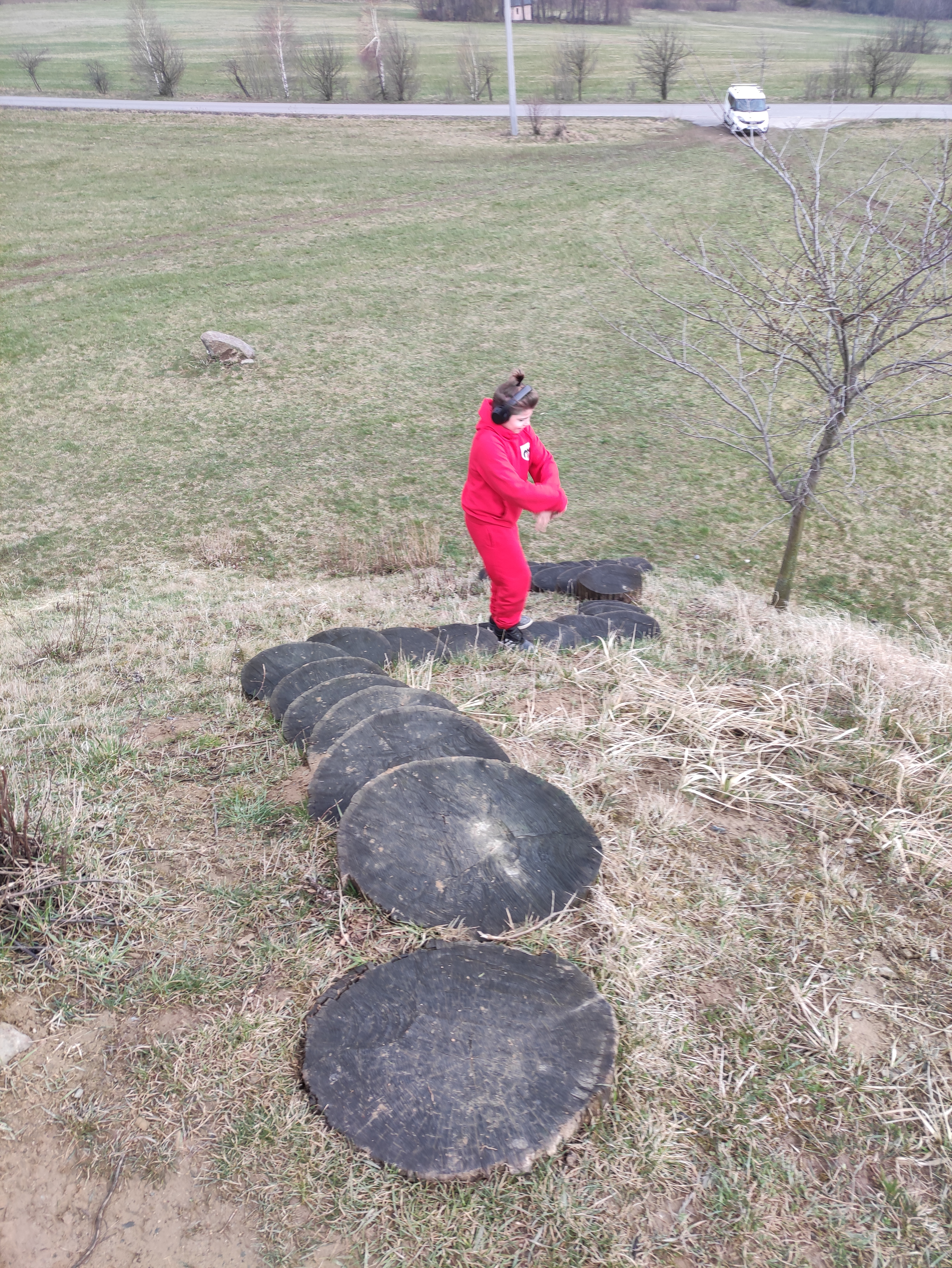
Výstup na mohylu
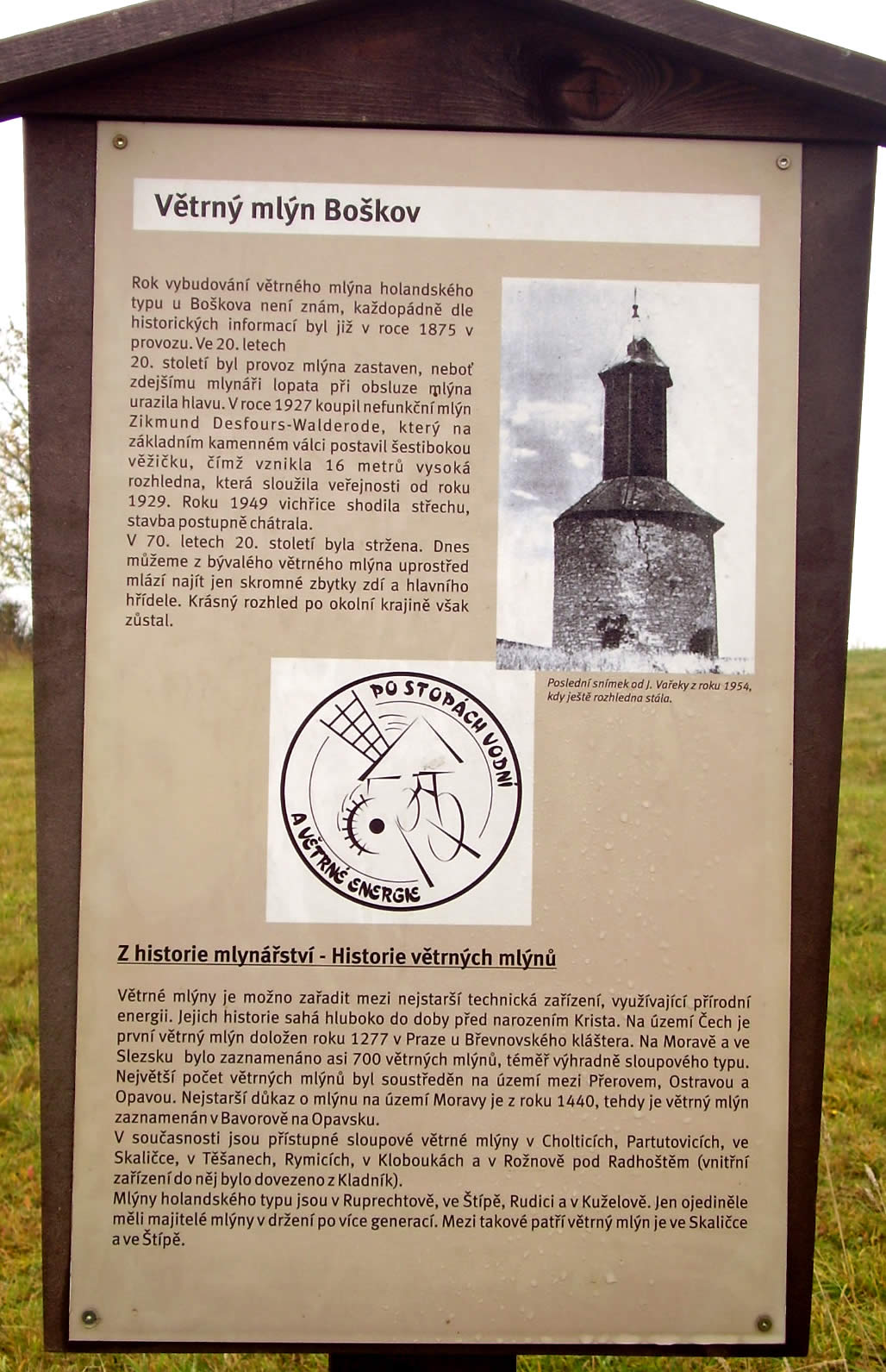
Informační panel u mohyly